# Det sitter i väggarna
Det sitter i väggarna är en svensk tv-serie som hade premiär i Sveriges Television den 9 november 2015. 
I programmet besöker de två programledarna, en historiker och en byggnadsantikvarie, olika husägare som vill lära sig mer om sin bostads historia, såväl de tidigare invånarnas levnadsöden som byggnadshistorien. Under programmets gång restaureras någon del i huset på ett varsamt och hållbart sätt och under tiden tas uppgifter fram om de frågor de boende har kring husets historia, som exempelvis byggnadsår, vilka som levt där, hur levnadsvillkoren sett ut och hur byggnaden har förändrats och blivit till den byggnad som står där idag. Avsnitten avslutas med att programledarna överlämnar en bok till ägarna, där allt material som gått att finna kring husets historia samlats.
Programledare är byggnadsantikvarien Erika Åberg samt ursprungligen historikern Christopher O'Regan (säsong 1–4), sedan avlöst av antikexperten Rickard Thunér (säsong 5– ).
Då SVT 2020 aviserade att de trots höga tittarsiffror avsåg pausa programserien för att "fokusera på nya tittargrupper" uppstod en så kraftig folkstorm av trogna tittare, att SVT tvingades ändra sitt beslut och låta programserien fortsätta produceras vidare.

## Säsong 1
Första säsongen av Det sitter i väggarna hade premiär den 9 november 2015 och sändes i sex avsnitt på SVT1 och i SVT Play. 

### Avsnitt
| Avsnitt | Sändningsdatum   | Plats                                                    |
| ------- | ---------------- | -------------------------------------------------------- |
| 1       | 9 november 2015  | Ödegården i Runsten på Öland                             |
| 2       | 16 november 2015 | Soldattorpet utanför Skövde, Västergötland               |
| 3       | 23 november 2015 | Pensionatshuset i skärgårdssamhället Köpmanholm, Uppland |
| 4       | 30 november 2015 | Gathuset i Vadstena, Östergötland                        |
| 5       | 7 december 2015  | Lanthandeln i Östra Ryd utanför Norrköping, Östergötland |
| 6       | 14 december 2015 | 1700-talsgården i Norr Enby, Sorunda, Södermanland       |

## Säsong 2
Andra säsongen av Det sitter i väggarna hade premiär den 1 november 2016 och sändes på SVT1 och i SVT Play.

### Avsnitt
| Avsnitt | Sändningsdatum   | Plats                                           |
| ------- | ---------------- | ----------------------------------------------- |
| 1       | 1 november 2016  | Släktgård i Häckelsäng, Gästrikland             |
| 2       | 8 november 2016  | Kommendantbostad på Dalarö, Stockholms skärgård |
| 3       | 16 november 2016 | Kollektivet Ljusbacken, Hälsingland             |
| 4       | 22 november 2016 | Lägenhet i Gamla stan, Stockholm                |
| 5       | 29 november 2016 | Gård i Grönviken, Jämtland                      |
| 6       | 6 december 2016  | Sommarnöjet Rosenhagen, Stockholms skärgård     |
| 7       | 13 december 2016 | Missionshus i Svartå, Degerfors, Närke          |
| 8       | 20 december 2016 | Ödetorp i Venjan, Dalarna                       |

## Säsong 3
Tredje säsongen av Det sitter i väggarna hade premiär den 31 oktober 2017 och sändes på SVT1 och i SVT Play.

### Avsnitt
| Avsnitt | Sändningsdatum   | Plats                                                             |
| ------- | ---------------- | ----------------------------------------------------------------- |
| 1       | 31 oktober 2017  | Jugendhus i Stenstorp, Västergötland                              |
| 2       | 7 november 2017  | Skånelänga i Ry utanför Lövestad, Skåne                           |
| 3       | 14 november 2017 | Harbonäs herrgård i Uppland                                       |
| 4       | 21 november 2017 | Bergsmansgården i Sundet, Kopparberg, Västmanland                 |
| 5       | 28 november 2017 | Funbo prästgård i Uppland                                         |
| 6       | 5 december 2017  | Målarhuset i Riala, Norrtälje, Uppland                            |
| 7       | 12 december 2017 | Trädgårdsmästarbostaden och orangeriet vid Engsholms slott, Mörkö |
| 8       | 19 december 2017 | Trävilla i Burträsk, Västerbotten                                 |

## Säsong 4
Fjärde säsongen av Det sitter i väggarna hade premiär den 6 november 2018 och sändes på SVT1 och i SVT Play.

### Avsnitt
| Avsnitt | Sändningsdatum   | Plats                                     |
| ------- | ---------------- | ----------------------------------------- |
| 1       | 6 november 2018  | Gärdshult Södergård i Lammhult, Småland   |
| 2       | 13 november 2018 | Gamla pensionatet på Käringön, Bohuslän   |
| 3       | 20 november 2018 | Harviks gård i Österbybruk, Uppland       |
| 4       | 27 november 2018 | Gamla skolhuset i Vaxholm, Uppland        |
| 5       | 4 december 2018  | Gustaf VI Adolfs studentlya i Uppsala     |
| 6       | 11 december 2018 | Hälsingegården Skivars utanför Hudiksvall |

## Säsong 5
Femte säsongen av Det sitter i väggarna hade premiär den 12 augusti 2019 och sändes på SVT1 och i SVT Play.

### Avsnitt
| Avsnitt | Sändningsdatum    | Plats                                                      |
| ------- | ----------------- | ---------------------------------------------------------- |
| 1       | 12 augusti 2019   | Järnvägsstationen i Hybo, Hälsingland                      |
| 2       | 19 augusti 2019   | Pålsbo gård, Uppland                                       |
| 3       | 26 augusti 2019   | Mjölnarbostaden i Nykvarn, Tillinge, Uppland               |
| 4       | 2 september 2019  | Förskolan Malmgården på Reimersholme i Stockholm           |
| 5       | 9 september 2019  | Berzeliusgården i Väversunda, Östergötland                 |
| 6       | 16 september 2019 | Gården "Mosters" i Nordankil, Möklinta socken, Västmanland |

## Säsong 6
Sjätte säsongen av Det sitter i väggarna hade premiär den 31 augusti 2020 och sändes på SVT1 och i SVT Play.

### Avsnitt
| Avsnitt | Sändningsdatum    | Plats                                             |
| ------- | ----------------- | ------------------------------------------------- |
| 1       | 31 augusti 2020   | Glashuset i Hammerdals socken, Jämtland           |
| 2       | 7 september 2020  | Säteriet Åbylund i Romfartuna socken, Västmanland |
| 3       | 14 september 2020 | Ekeby i södra Roslagen, Uppland                   |
| 4       | 21 september 2020 | Gården Lundby i Husby-Långhundra socken, Uppland  |
| 5       | 28 september 2020 | Gården Stora Råby i Hejdeby socken, Gotland       |
| 6       | 5 oktober 2020    | Lilla Gustafshäll på Hasseludden i Nacka, Uppland |
| 7       | 12 oktober 2020   | Garveriet i Fors, Torsåkers socken, Gästrikland   |
| 8       | 19 oktober 2020   | Slogstorps boställe i Hammarlunda socken, Skåne   |

## Säsong 7
Sjunde säsongen av Det sitter i väggarna hade premiär den 2 september 2021 och sändes på SVT1 och i SVT Play.

### Avsnitt
| Avsnitt | Sändningsdatum    | Plats                                           |
| ------- | ----------------- | ----------------------------------------------- |
| 1       | 2 september 2021  | Gården Södra Myrtorp, Sörmark, Värmland         |
| 2       | 9 september 2021  | Bergsmansgården Vilkesbacka i Falun, Dalarna    |
| 3       | 16 september 2021 | Skebo herrgård i Skebobruk, Uppland             |
| 4       | 23 september 2021 | Fredsborg och tornhuset i Österåker, Uppland    |
| 5       | 30 september 2021 | Soldattorpet Rävslösa utanför Enköping, Uppland |
| 6       | 7 oktober 2021    | Husen på Proviantgatan i Kalmar, Småland        |

## Säsong 8
Åttonde säsongen av Det sitter i väggarna hade premiär den 22 augusti 2022 och sändes på SVT1 och i SVT Play.

### Avsnitt
| Avsnitt | Sändningsdatum    |                                           |
| ------- | ----------------- | ----------------------------------------- |
| 1       | 22 augusti 2022   | Gården i Gärde, Brunflo, Jämtland         |
| 2       | 29 augusti 2022   | Markims Bergby, Vallentuna, Uppland       |
| 3       | 5 september 2022  | Missionshuset i Faringe, Uppland          |
| 4       | 19 september 2022 | Wallnerska villan, Kristinehamn, Värmland |
| 5       | 26 september 2022 | Vreta gård, Tumba, Södermanland           |
| 6       | 3 oktober 2022    | Börsgården, Altsarbyn i Rättvik, Dalarna  |

## Säsong 9
Nionde säsongen av Det sitter i väggarna hade premiär den 17 augusti 2023 och sändes på SVT1 och i SVT Play.

### Avsnitt
| Avsnitt | Sändningsdatum    |                                            |
| ------- | ----------------- | ------------------------------------------ |
| 1       | 17 augusti 2023   | Kungsträdgården 5, Strängnäs, Södermanland |
| 2       | 24 augusti 2023   | Torstorps säteri, Grimeton, Halland        |
| 3       | 31 augusti 2023   | Svannäs, Håbo, Uppland                     |
| 4       | 7 september 2023  | Kyrkvägen, Obbola, Västerbotten            |
| 5       | 14 september 2023 | Gyllendal, Frösunda, Uppland               |
| 6       | 21 september 2023 | Mangårdsbyggnaden, Öxnäs bruk, Dalsland    |

## Säsong 10
Tionde säsongen av Det sitter i väggarna hade premiär den 15 september 2024 och sänds på SVT1 och i SVT Play.

### Avsnitt
| Avsnitt | Sändningsdatum    |                                                       |
| ------- | ----------------- | ----------------------------------------------------- |
| 1       | 15 september 2024 | Hasols gård, Stora Skedvi, Dalarna                    |
| 2       | 22 september 2024 | Heinola skola, Varnum. Värmland                       |
| 3       | 29 september 2024 | Trumpetarbostället, Brunnsta, Uppland                 |
| 4       | 6 oktober 2024    | Lanthandeln Solhem, Spånga, Stockholm                 |
| 5       | 13 oktober 2024   | Lotshemmandet i Långvik, Runmarö, Stockholms skärgård |
| 6       | 20 oktober 2024   | Hoby Kulle herrgård, Bräkne-Hoby, Blekinge            |